# Sant Clamenç (Ardecha)
Sant Clamenç (en francès Saint-Clément) és un municipi francès situat al departament de l'Ardecha i a la regió d'Alvèrnia-Roine-Alps. L'any 2007 tenia 101 habitants.

## Demografia

### Població
El 2007 la població de fet de Saint-Clément era de 101 persones. Hi havia 45 famílies de les quals 19 eren unipersonals (15 homes vivint sols i 4 dones vivint soles), 11 parelles sense fills i 15 parelles amb fills.
La població ha evolucionat segons el següent gràfic:
Habitants censats

### Habitatges
El 2007 hi havia 83 habitatges, 47 eren l'habitatge principal de la família, 32 eren segones residències i 4 estaven desocupats. 77 eren cases i 5 eren apartaments. Dels 47 habitatges principals, 35 estaven ocupats pels seus propietaris, 10 estaven llogats i ocupats pels llogaters i 2 estaven cedits a títol gratuït; 2 tenien una cambra, 2 en tenien dues, 8 en tenien tres, 13 en tenien quatre i 22 en tenien cinc o més. 25 habitatges disposaven pel capbaix d'una plaça de pàrquing. A 22 habitatges hi havia un automòbil i a 20 n'hi havia dos o més.

### Piràmide de població
La piràmide de població per edats i sexe el 2009 era:
| Homes | Edats   | Dones |
| ----- | ------- | ----- |
| 0     | 95 o +  | 0     |
| 0     | 90 a 94 | 0     |
| 0     | 85 a 89 | 0     |
| 0     | 80 a 84 | 4     |
| 0     | 75 a 79 | 0     |
| 0     | 70 a 74 | 12    |
| 12    | 65 a 69 | 0     |
| 0     | 60 a 64 | 4     |
| 0     | 55 a 59 | 8     |
| 0     | 50 a 54 | 4     |
| 4     | 45 a 49 | 4     |
| 8     | 40 a 44 | 0     |
| 4     | 35 a 39 | 0     |
| 12    | 30 a 34 | 0     |
| 4     | 25 a 29 | 4     |
| 4     | 20 a 24 | 0     |
| 4     | 15 a 19 | 0     |
| 0     | 10 a 14 | 0     |
| 0     | 5 a 9   | 0     |
| 0     | 0 a 4   | 0     |

## Economia
El 2007 la població en edat de treballar era de 61 persones, 50 eren actives i 11 eren inactives. De les 50 persones actives 45 estaven ocupades (26 homes i 19 dones) i 5 estaven aturades (4 homes i 1 dona). De les 11 persones inactives 7 estaven jubilades, 2 estaven estudiant i 2 estaven classificades com a «altres inactius».
Activitats econòmiques
Dels 3 establiments que hi havia el 2007, 1 era d'una empresa extractiva i 2 d'empreses d'hostatgeria i restauració.
L'any 2000 a Saint-Clément hi havia 18 explotacions agrícoles que ocupaven un total de 910 hectàrees.

## Poblacions més properes
El següent diagrama mostra les poblacions més properes.